# Hyperfrontia direae
Hyperfrontia direae là một loài bướm đêm trong họ Noctuidae.